# JEL-klassificering
JEL-klassificering er et mønster til systematisk klassificering af emner og videnskabelige artikler i økonomi efter tema. Systemet stammer fra tidsskriftet Journal of Economic Literature (JEL). JEL udgives kvartalsvis af American Economic Association (AEA) og indeholder oversigtsartikler om økonomi og information om nylig publicerede bøger, afhandlinger og tidsskriftsartikler. JEL's klassificeringskoder bruges i dag i de allerfleste tidsskrifter og databaser over økonomisk litteratur. 
AEA vedligeholder desuden EconLit, en søgbar database med oplysninger om artikler, bøger, anmeldelser, afhandlinger og arbejdspapirer for alle år fra 1969 inddelt efter JEL-koder.

## JEL-kategorier
Der er 20 hovedkategorier, hver med flere underkategorier. De primære koder er:
- JEL: A – Generel økonomi og undervisning
- JEL: B – Økonomisk idehistorie, økonomisk metode og heterodoks økonomi
- JEL: C – Matematiske og kvantitative metoder
- JEL: D – Mikroøkonomi
- JEL: E – Makroøkonomi og monetær økonomi
- JEL: F – International økonomi
- JEL: G – Finansiel økonomi
- JEL: H – Offentlig økonomi
- JEL: I – Sundhedsøkonomi, uddannelsesøkonomi og velfærdsøkonomi
- JEL: J – Arbejdsmarkedsøkonomi og demografi
- JEL: K – Retsøkonomi
- JEL: L – Industriøkonomi
- JEL: M – Erhvervsøkonomi, markedsføring og regnskabsvæsen
- JEL: N – Økonomisk historie
- JEL: O – Udviklingsøkonomi, teknologiske ændringer og vækst
- JEL: P – Økonomiske systemer
- JEL: Q – Jordbrugsøkonomi, resurseøkonomi og miljøøkonomi
- JEL: R – Regional udvikling
- JEL: Y – Diverse kategorier
- JEL: Z – Andre specielle emner

## Andet
Kategoriseringen af opslag om økonomi på Wikipedia følger i vidt omfang JEL-klassificeringen.